# Ортис, Мануэль Антонио
Мануэль Антонио Ортис (исп. Manuel Antonio Ortiz) — парагвайский политический деятель, президент Временной хунты Парагвая в 1840—1841 годах.

## Биография
По состоянию на 1840 год был алькальдом (мэром) Асунсьона.
После кончины Верховного пожизненного диктатора страны Хосе Гаспара Родригеса де Франсии была сформирована Временная хунта, взявшая в руки управление Парагваем. Её председателем стал Ортис, в состав хунты также вошли капитан Агустин Каньете и лейтенанты Пабло Перейра, Мигель Мальдонадо и Габино Арройо, которые были главами четырёх кварталов столицы, либо, по другим сведениям, командирами размещённых в столице гарнизонов. Официально хунта получила свои полномочия спустя пять дней после смерти Франсии, 25 сентября 1840 года. Полномочия хунты должен был утвердить Конгресс, однако за четыре месяца её существования представительный орган так и не был созван.
Поначалу на власть претендовал также приближённый Франсии — его личный секретарь Поликарпо Патиньо, вскоре он признал власть хунты во главе с Ортисом и получил незначительную должность, однако уже 1 октября 1840 года был арестован и повесился в камере. Также хунту поддержали высшие военные чины Парагвая. В целом хунта не провела никаких особых преобразований, кроме освобождения некоторых политических заключённых. Однако Ортис приказал арестовать 76-летнего героя освободительного движения Хосе Артигаса, так как опасался, что тот вмешается в борьбу за власть.
22 января 1841 года в стране произошёл переворот, в результате которого члены хунты были отстранены от власти, а состав правящего органа полностью сменён. Возглавил переворот сержант Ромуальдо Дуре, захвативший во главе 75 солдат правительственный дворец, в тот же день он передал власть новой хунте во главе с алькальдом Хуаном Хосе Медина. Причиной мятежа называется невыплата жалования солдатам.